# Morgny
Morgny es una localidad y comuna francesa situada en la región de Alta Normandía, departamento de Eure, en el distrito de Les Andelys y canton de Étrépagny.

## Historia
Morgny, junto con Lilly y Fleury-la-Forêt, formó "Les Trois de Saint Denis", un feudo de la basílica de Saint-Denis. Los normandos lo ocuparon y lo entregaron en 1032 a Saint-Vigor de Cerisy. Posteriormente, Guillermo el Conquistador devolvió las tres localidades a la abadía en 1071. A partir de 1284, la abadía benedictina cedió sus tierras en el Vexin normando. El abad de Saint-Denis concedió a Guillaume Calletot y a sus descendientes el derecho de presentación a la parroquia de Fleury. El señor del lugar se aseguró entonces el patrocinio de la parroquia.

## Demografía
| 432 | 401 | 355 | 382 | 375 | 410 |
| Para los censos de 1962 a 1999 la población legal corresponde a la población sin duplicidades (Fuente: INSEE [Consultar]) |     |     |     |     |     |

## Lugares y Monumentos
- Iglesia de Notre Dame.
- Monumento de guerra.
- Cementerio.